# Etheostoma
Etheostoma là một chi cá nước ngọt trong Họ Cá vược thuộc Bộ Cá vược.

## Các loài
Chi này gồm 156 loài

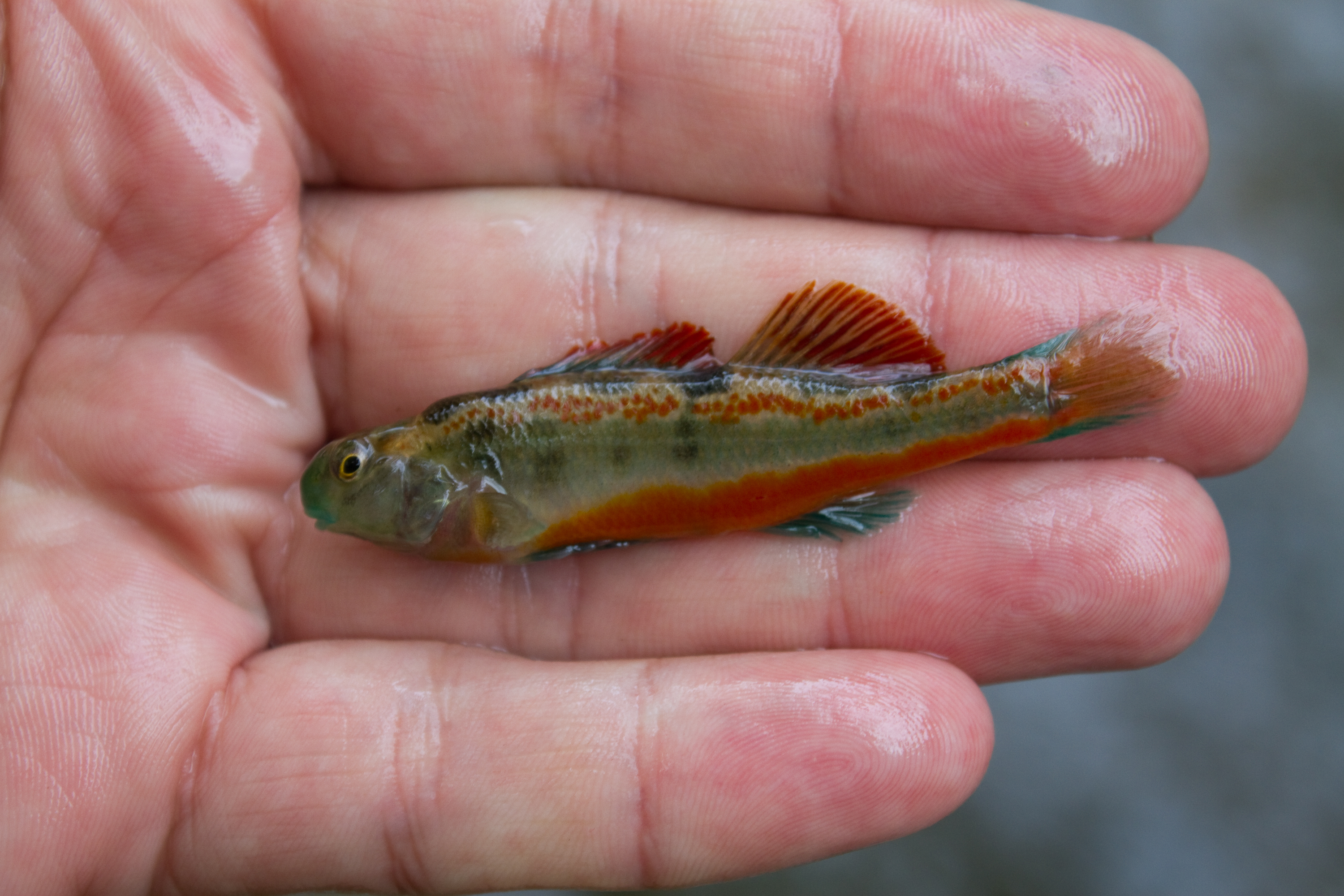
Snubnose darter, E. simoterum

- Etheostoma acuticeps R. M. Bailey, 1959 (Sharphead darter)
- Etheostoma akatulo Layman & Mayden, 2009 (Bluemask darter)
- Etheostoma artesiae (O. P. Hay, 1881) (Redspot darter)
- Etheostoma asprigene (S. A. Forbes, 1878) (Mud darter)
- Etheostoma atripinne (D. S. Jordan, 1877) (Cumberland snubnose darter)
- Etheostoma australe D. S. Jordan, 1889 (Conchos darter)
- Etheostoma autumnale Mayden, 2010
- Etheostoma baileyi Page & Burr, 1982 (Emerald darter)
- Etheostoma barbouri Kuehne & Small, 1971 (Teardrop darter)
- Etheostoma barrenense Burr & Page, 1982 (Splendid darter)
- Etheostoma basilare Page, Hardman & Near, 2003 (Corrugated darter)
- Etheostoma bellator Suttkus & R. M. Bailey, 1993 (Warrior darter)
- Etheostoma bellum Zorach, 1968 (Orangefin darter)
- Etheostoma bison Ceas & Page, 1997 (Buffalo darter)
- Etheostoma blennioides Rafinesque, 1819 (Greenside darter)
- Etheostoma blennius C. H. Gilbert & Swain, 1887 (Blenny darter)
- Etheostoma boschungi Wall & J. D. Williams, 1974 (Slackwater darter)
- Etheostoma brevirostrum Suttkus & Etnier, 1991 (Holiday darter)
- Etheostoma brevispinum (Coker, 1926) (Carolina fantail darter)
- Etheostoma burri Ceas & Page, 1997 (Brook darter)
- Etheostoma caeruleum D. H. Storer (fr), 1845 (Rainbow darter)
- Etheostoma camurum (Cope, 1870) (Bluebreast darter)
- Etheostoma cervus Powers & Mayden, 2003 (Chickasaw darter)
- Etheostoma chermocki Boschung, Mayden & Tomelleri, 1992 (Vermilion darter)
- Etheostoma chienense Page & Ceas, 1992 (Relict darter)
- Etheostoma chlorobranchium Zorach, 1972 (Greenfin darter)
- Etheostoma chlorosoma (O. P. Hay, 1881) (Bluntnose darter)
- Etheostoma chuckwachatte Mayden & R. M. Wood, 1993 (Lipstick darter)
- Etheostoma cinereum D. H. Storer (fr), 1845 (Ashy darter)
- Etheostoma clinton Mayden & Layman, 2012 (Beaded darter)
- Etheostoma collettei Birdsong & L. W. Knapp, 1969 (Creole darter)
- Etheostoma collis (C. L. Hubbs & Cannon, 1935) (Carolina darter)
- Etheostoma colorosum Suttkus & R. M. Bailey, 1993 (Coastal darter)
- Etheostoma coosae (Fowler, 1945) (Coosa darter)
- Etheostoma corona Page & Ceas, 1992 (Crown darter)
- Etheostoma cragini C. H. Gilbert, 1885 (Arkansas darter)
- Etheostoma crossopterum Braasch & Mayden, 1985 (Fringed darter)
- Etheostoma davisoni O. P. Hay, 1885 (Choctawhatchee darter)
- Etheostoma denoncourti Stauffer & van Snik, 1997 (Golden darter)
- Etheostoma derivativum Page, Hardman & Near, 2003 (Stone darter)
- Etheostoma ditrema Ramsey & Suttkus, 1965 (Coldwater darter)
- Etheostoma douglasi R. M. Wood & Mayden, 1993 (Tuskaloossa darter)
- Etheostoma duryi Henshall, 1889 (Black darter)
- Etheostoma edwini (C. L. Hubbs & Cannon, 1935) (Brown darter)
- Etheostoma erythrozonum Switzer & R. M. Wood, 2009 (Meramec Saddled Darter)
- Etheostoma etnieri Bouchard, 1977 (Cherry darter)
- Etheostoma etowahae R. M. Wood & Mayden, 1993 (Etowah darter)
- Etheostoma euzonum (C. L. Hubbs & J. D. Black, 1940) (Arkansas saddled darter)
- Etheostoma exile (Girard, 1859) (Iowa darter)
- Etheostoma flabellare Rafinesque, 1819 (Fantail darter)
- Etheostoma flavum Etnier & R. M. Bailey, 1989 (Saffron darter)
- Etheostoma fonticola (D. S. Jordan & C. H. Gilbert, 1886) (Fountain darter)
- Etheostoma forbesi Page & Ceas, 1992 (Barrens darter)
- Etheostoma fragi Distler, 1968 (Strawberry darter)
- Etheostoma fricksium Hildebrand, 1923 (Savannah darter)
- Etheostoma fusiforme (Girard, 1854) (Swamp darter)
- Etheostoma gore Mayden & Layman, 2012 (Cumberland darter)
- Etheostoma gracile (Girard, 1859) (Slough darter)
- Etheostoma grahami (Girard, 1859) (Rio Grande darter)
- Etheostoma gutselli (Hildebrand, 1932) (Tuckasegee darter)
- Etheostoma histrio D. S. Jordan & C. H. Gilbert, 1887 (Harlequin darter)
- Etheostoma hopkinsi (Fowler, 1945) (Christmas darter)
- Etheostoma inscriptum (D. S. Jordan & Brayton, 1878) (Turquoise darter)
- Etheostoma jessiae (Jordan & Brayton, 1878) (Blueside darter)
- Etheostoma jimmycarter Mayden & Layman, 2012 (Bluegrass darter)
- Etheostoma jordani C. H. Gilbert, 1891 (Greenbreast darter)
- Etheostoma juliae Meek, 1891 (Yoke darter)
- Etheostoma kanawhae (Raney, 1941) (Kanawha darter)
- Etheostoma kantuckeense Ceas & Page, 1997 (Highland Rim darter)
- Etheostoma kennicotti (Putnam, 1863) (Stripetail darter)
- Etheostoma lachneri Suttkus & R. M. Bailey, 1994 (Tombigbee darter)
- Etheostoma lawrencei Ceas & Burr, 2002 (Headwater darter)
- Etheostoma lemniscatum Blanton, 2008 (Tuxedo darter)
- Etheostoma lepidum (S. F. Baird & Girard, 1853) (Greenthroat darter)
- Etheostoma longimanum D. S. Jordan, 1888 (Longfin darter)
- Etheostoma lugoi S. M. Norris & W. L. Minckley, 1997 (Tufa darter)
- Etheostoma luteovinctum C. H. Gilbert & Swain, 1887 (Redband darter)
- Etheostoma lynceum O. P. Hay, 1885 (Brighteye darter)
- Etheostoma maculatum Kirtland, 1840 (Spotted darter)
- Etheostoma mariae (Fowler, 1947) (Pinewoods darter)
- Etheostoma marmorpinnum Blanton & R. E. Jenkins, 2008 (Marbled darter)
- Etheostoma maydeni Powers & Kuhajda, 2012 (Redlips darter)
- Etheostoma microperca D. S. Jordan & C. H. Gilbert, 1888 (Least darter)
- Etheostoma mihileze Mayden, 2010
- Etheostoma moorei Raney & Suttkus, 1964 (Yellowcheek darter)
- Etheostoma neopterum W. M. Howell & Dingerkus, 1978 (Lollipop darter)
- Etheostoma nianguae C. H. Gilbert & Meek, 1887 (Niangua darter)
- Etheostoma nigripinne Braasch & Mayden, 1985 (Blackfin darter)
- Etheostoma nigrum Rafinesque, 1820 (Johnny darter)
- Etheostoma nuchale W. M. Howell & R. D. Caldwell, 1965 (Watercress darter)
- Etheostoma obama Mayden & Layman, 2012 (Spangled darter)
- Etheostoma obeyense Kirsch, 1892 (Barcheek darter)
- Etheostoma occidentale Powers & Mayden, 2007
- Etheostoma okaloosae (Fowler, 1941) (Okaloosa darter)
- Etheostoma olivaceum Braasch & Page, 1979 (Sooty darter)
- Etheostoma olmstedi D. H. Storer (fr), 1842 (Tessellated darter)
- Etheostoma oophylax Ceas & Page, 1992 (Guardian darter)
- Etheostoma orientale Powers & Mayden, 2007
- Etheostoma osburni (C. L. Hubbs & Trautman, 1932) (Candy darter)
- Etheostoma pallididorsum Distler & Metcalf, 1962 (Paleback darter)
- Etheostoma parvipinne C. H. Gilbert & Swain, 1887 (Goldstripe darter)
- Etheostoma percnurum R. E. Jenkins, 1994 (Duskytail darter)
- Etheostoma perlongum (C. L. Hubbs & Raney, 1946) (Waccamaw darter)
- Etheostoma phytophilum Bart & M. S. Taylor, 1999 (Rush darter)
- Etheostoma planasaxatile Powers & Mayden, 2007
- Etheostoma podostemone D. S. Jordan & O. P. Jenkins, 1889 (Riverweed darter)
- Etheostoma pottsii (Girard, 1859) (Chihuahua darter)
- Etheostoma proeliare (O. P. Hay, 1881) (Cypress darter)
- Etheostoma pseudovulatum Page & Ceas, 1992 (Egg-mimic darter)
- Etheostoma punctulatum (Agassiz, 1854) (Stippled darter)
- Etheostoma pyrrhogaster R. M. Bailey & Etnier, 1988 (Firebelly darter)
- Etheostoma radiosum (C. L. Hubbs & J. D. Black, 1941) (Orangebelly darter)
- Etheostoma rafinesquei Burr & Page, 1982 (Kentucky darter)
- Etheostoma ramseyi Suttkus & R. M. Bailey, 1994 (Alabama darter)
- Etheostoma raneyi Suttkus & Bart, 1994 (Yazoo darter)
- Etheostoma rubrum Raney & Suttkus, 1966 (Bayou darter)
- Etheostoma rufilineatum (Cope, 1870) (Redline darter)
- Etheostoma rupestre C. H. Gilbert & Swain, 1887 (Rock darter)
- Etheostoma sagitta (D. S. Jordan & Swain, 1883) (Arrow darter)
- Etheostoma saludae (C. L. Hubbs & Cannon, 1935) (Saluda darter)
- Etheostoma scotti Bauer, Etnier & Burkhead, 1995 (Cherokee darter)
- Etheostoma segrex S. M. Norris & W. L. Minckley, 1997 (Río Salado darter)
- Etheostoma sellare (Radcliffe & W. W. Welsh, 1913) (Maryland darter)
- Etheostoma sequatchiense Burr, 1979 (Sequatchie darter)
- Etheostoma serrifer (C. L. Hubbs & Cannon, 1935) (Sawcheek darter)
- Etheostoma simoterum (Cope, 1868) (Snubnose darter)
- Etheostoma sitikuense Blanton, 2008 (Citico Darter)
- Etheostoma smithi Page & Braasch, 1976 (Slabrock darter)
- Etheostoma spectabile (Agassiz, 1854) (Orangethroat darter)
- Etheostoma spilotum C. H. Gilbert, 1887 (Cumberland Plateau darter)
- Etheostoma squamiceps D. S. Jordan, 1877 (Spottail darter)
- Etheostoma stigmaeum (D. S. Jordan, 1877) (Speckled darter)
- Etheostoma striatulum Page & Braasch, 1977 (Striated darter)
- Etheostoma susanae (D. S. Jordan & Swain, 1883) (Cumberland darter)
- Etheostoma swaini (D. S. Jordan, 1884) (Gulf darter)
- Etheostoma swannanoa D. S. Jordan & Evermann, 1889 (Swannanoa darter)
- Etheostoma tallapoosae Suttkus & Etnier, 1991 (Tallapoosa darter)
- Etheostoma tecumsehi Ceas & Page, 1997 (Shawnee darter)
- Etheostoma teddyroosevelt Mayden & Layman, 2012 (Highland darter)
- Etheostoma tennesseense Powers & Mayden, 2007
- Etheostoma tetrazonum (C. L. Hubbs & J. D. Black, 1940) (Missouri saddled darter)
- Etheostoma thalassinum (D. S. Jordan & Brayton, 1878) (Seagreen darter)
- Etheostoma thompsoni Suttkus, Bart & Etnier, 2012 (Gumbo darter)
- Etheostoma tippecanoe D. S. Jordan & Evermann, 1890 (Tippecanoe darter)
- Etheostoma trisella R. M. Bailey & Richards, 1963 (Trispot darter)
- Etheostoma tuscumbia C. H. Gilbert & Swain, 1887 (Tuscumbia darter)
- Etheostoma uniporum Distler, 1968 (Current darter)
- Etheostoma variatum Kirtland, 1838 (Variegate darter)
- Etheostoma virgatum (D. S. Jordan, 1880) (Striped darter)
- Etheostoma vitreum (Cope, 1870) (Glassy darter)
- Etheostoma vulneratum (Cope, 1870) (Wounded darter)
- Etheostoma wapiti Etnier & J. D. Williams, 1989 (Boulder darter)
- Etheostoma whipplei (Girard, 1859) (Redfin darter)
- Etheostoma zonale (Cope, 1868) (Banded darter)
- Etheostoma zonifer (C. L. Hubbs & Cannon, 1935) (Backwater darter)
- Etheostoma zonistium R. M. Bailey & Etnier, 1988 (Bandfin darter)